# Supergrass Is 10
Supergrass Is 10 é uma compilação da banda britânica de rock Supergrass, lançado em junho de 2004 pela Parlophone.
A coletânea reúne sucessos da banda em comemoração a 10 anos de carreira. Estão presentes todos os singles lançados entre 1994 a 2004, incluindo a inédita "Kiss of Life".

## Faixas
1. "Caught By The Fuzz" - 2:19
2. "Pumping On Your Stereo" - 3:20
3. "Alright" - 3:03
4. "Moving" - 4:27
5. "Richard III" - 3:21
6. "Grace" - 2:32
7. "Late In The Day" - 4:47
8. "Seen The Light" - 2:27
9. "Mansize Rooster" - 2:40
10. "Sun Hits The Sky" - 4:54
11. "Kiss Of Life" - 4:03
12. "Mary" - 4:02
13. "Going Out" - 4:16
14. "Lenny" - 2:42
15. "Bullet" - 2:32
16. "It's Not Me" - 2:57
17. "Rush Hour Soul" - 2:56
18. "Strange Ones" - 3:59
19. "Lose It" - 2:39
20. "Time" - 3:14
21. "Wait For The Sun" - 4:08